# 심봉근
심봉근(沈奉謹, 1943년 10월 3일~)은 제12대 동아대학교 총장으로, 대한민국의 사학자이다.

## 학력
- 동아대학교 사학과 학사
- 동아대학교 대학원 사학 석사
- 동아대학교 대학원 사학 박사

## 경력
- 영남고고학회 회장
- 한국성곽연구학회 회장
- 동아대학교 인문대학 고고미술사학과 교수
- 동아대학교 박물관 관장
- 2007년 1월 ~ 2008년 5월 제12대 동아대학교 총장[1]

## 같이 보기
- 심종섭
- 심윤종
- 심화진
- 심상무
- 심태식